# NGC 1179

NGC 1179 是波江座的一個星系，屬於中間螺旋星系。
NGC 1179相對於宇宙微波背景的速度為1,606±12 km/s，距離相當於23.7±1.7Mpc (∼7,730萬光年)。 NGC 1179是由美國天文學家奧蒙德·史東（Ormond Stone）於1886年發現的。
NGC 1179的光度等級為III-IV，具有寬廣的HI譜線。
由於表面亮度僅15.13 mag/am2，天文學家將NGC 1179認定為低表面亮度星系。
迄今為止，天文學家根據16次非紅移測量得出的距離為15.906±4.025 Mpc (5,190萬光年)。